# Messerschmitt Me 208
Il Messerschmitt Me 208, identificato in seguito come SNCAN Nord 1100, era un monomotore da collegamento ad ala bassa sviluppato dall'azienda tedesca Messerschmitt AG (BFW) nei primi anni quaranta e costruito dalla francese Société nationale de constructions aéronautiques du Nord (SNCAN).
Realizzato durante l'occupazione militare della Francia da parte della Germania durante la Seconda guerra mondiale, dopo la ritirata della Wehrmacht fu sviluppato, con la costruzione di un secondo esemplare, come SNCAN Nord 1100 (o semplicemente Nord 1100) ma rimase allo stadio di prototipo per l'impossibilità di reperire l'originale motorizzazione Argus. Tuttavia ne venne avviato uno sviluppo che approdò alla produzione in serie come Nord 1101 Noralfa, versione postbellica equipaggiata con motorizzazione francese.

## Storia del progetto
Dopo il successo ottenuto con il Bf 108 "Taifun" la Messerschmitt, che dal 1942 aveva spostato la produzione del velivolo negli stabilimenti di Les Mureaux, situati ad ovest di Parigi nell'allora Francia occupata, decise di avviarne uno sviluppo ottimizzando il progetto originale ed introducendo un carrello d'atterraggio triciclo anteriore completamente retrattile in luogo della soluzione con due gambe di forza più ruotino d'appoggio. Il nuovo modello, identificato Me 208 come da convenzioni Reichsluftfahrtministerium (RLM), manteneva l'impostazione generale del suo predecessore, un monomotore monoplano ad ala bassa di costruzione interamente metallica dotato di cabina chiusa a 2+2 posti affiancati.
Dopo che il carrello venne testato sulla cellula di un Bf 108, rimasta distrutta in un bombardamento aereo nel settembre 1943, il primo dei tre prototipi previsti, identificato come Me 208V1 e marche GK+RZ, venne portato in volo per la prima volta nel corso del 1944. Questo fu l'unico delle tre cellule allora in costruzione (le altre avrebbero acquisito le designazioni Me 208V2 e V3) ad essere completato sotto la direzione tedesca. Le sorti avverse alla Germania durante le ultime fasi del conflitto costrinsero le truppe della Wehrmacht alla ritirata abbandonando gli esemplari ancora in fase di costruzione. La direzione tecnica francese della SNCAN decise comunque di continuare la costruzione del modello ed il V2, terminato con il motore Argus As 10 e riconoscibile per la cappottatura motore con una presa d'aria più ampia, assunse la nuova identificazione Nord 1100 mentre il V3, equipaggiato con un Renault 6Q 10 ed interessato da una serie di modifiche minori, divenne il prototipo del Nord 1101 Noralfa avviato alla produzione in serie nel 1945.

## Utilizzatori

### Militari
Francia
- Armée de l'air

acquisì il Nord 1100, ridesignazione del Me 208.
 Germania
- Luftwaffe

utilizzò il Me 208V1 durante le prove in volo.